# Andrés Parra (cantante)
Andrés Eduardo Parra Herrera (Bogotá; 14 de julio de 1992) es un cantante, compositor y actor colombiano, recordado por participar en La Voz Colombia Primera Temporada, bajo la tutoría de Fanny Lu.

## Biografía
Andrés Parra nació en Bogotá el 14 de julio de 1992, estudia música en la Universidad Central de Bogotá, antes hizo estudios de guitarra y percusión, comenzó su camino en la música con la banda de su padre llamada El Quinto Elemento, luego pasó a una banda bogotana llamada Knocaut, donde era voz líder y a su vez baterista, más tarde pasó a una banda de música tropical, llamada Estudiantes de la Salsa, de ahí fue invitado a participar en un concurso de canto «Festival de Salsa al Parque», donde ganó la competencia, en ese momento pertenecía a la banda de música salsa Raxxa, quienes hacían presentaciones en bares de Bogotá.
En 2010 fue invitado por el cantante ecuatoriano Juan Fernando Velasco, para abrir su concierto en el Teatro Jorge Eliécer Gaitán.
En 2013 estuvo en una relación con la también cantante, actriz y conductora de televisión Evaluna Montaner, hija del famoso cantautor Ricardo Montaner
En junio de 2014 dieron por finalizada su relación debido al poco tiempo con el que contaban para verse.
Se casó en junio del 2021 con la abogada venezolana Stefania Quintero con quien se fue a vivir a Venezuela después de dos años de relación. 
En este momento se encuentra trabajando en su nuevo disco que tendrá fecha de lanzamiento en diciembre del 2021.

## Carrera musical

### La Voz Colombia
Hizo parte del concurso musical de la mano de la asesoría y acompañamiento de la colombiana Fanny Lu, donde creció artísticamente y profesionalmente, fue semifinalista del programa, la ganadora fue Miranda del equipo Ricardo Montaner. 
Además versionó la canción «Te Vi Venir» de Sin Bandera, para el álbum Lo Mejor de la Voz... Colombia, un recopilatorio de las mejores presentaciones del programa El material discográfico alcanzó la certificación de platino en Colombia y debutó en la primera posición en iTunes.

### Debut artístico
La cantante Fanny Lu como apoyo decidió crear FL Records, donde hace parte también Andrea Flores y Parra, el primer trabajo discográfico saldrá al mercado en el año 2014 y lanzó el primer sencillo «Quiero ser yo», una canción tropipop, escrita por el cantante, el vídeo oficial de la canción fue grabado en el oriente de Antioquia, bajo la dirección de Andrés Múnera.

## Discografía
Álbumes
- 2014 - Historias prestadas
- 2012 - Lo Mejor de la Voz... Colombia

Sencillos
- 2015 - <<Ven abrázame>>
- 2014 - «Contigo me siento bien»
- 2013 - «Quiero ser yo»
- 2012 – «Te vi venir» (Cover)

## Filmografía
- 2016 - La esclava blanca - Gabriel Márquez
- 2020 - Amar y vivir - Alexis